# World common sense
World common sense（以降ＷＣＳ） とは、地球市民として共有すべき知識がまとめられた著書である。

## 解説
その作成は、WCS作成委員会が担っている。
ＷＣＳ作成委員会の目的は、世界中の人々に地球市民としての共通知識を身につけてもらうこととしている。このことによって、全員が地球人だという認識を深め、平和で幸せな社会を目指す。それだけでなく、地球的課題について全員が目を向けることで、争いをするよりも課題解決に向けて歩み寄ることの大切さを知ることができると考える。
また、ＷＣＳ作成委員会では、人類の真の目的は、「世界中の人々が平和で幸せな日々を送ることができ、それが未来世代にわたって続くことである」とし、そのためにＷＣＳの改善を進めている。
World Common Senseの名称の由来は、1776年1月よりトマス・ペインによって発行されたパンフレットのタイトル『コモン・センス』（英: Common Sense）からきている。『Common Sense』が当時、アメリカ合衆国の独立の必要性を説き、合衆国独立への世論を強めさせたことになぞらえ、『地球市民』の必要性を説いている。
・FaceBookでのコミュニティサイトのURLは（https://www.facebook.com/groups/worldcommonsense/）である。
・LINEのオープンチャットURL：オープンチャット「WORLD COMMON SENSE COMMUNITY」
https://line.me/ti/g2/46fK2rWOF0Zgf2PmXp1YCQ?utm_source=invitation&utm_medium=link_copy&utm_campaign=default
・『World Common Sense』のブログ
・『World Common Sense』電子書籍

## 内容
ＷＣＳの内容（目次）は以下のとおりである。（２０２０年１２月現在）
＜目次＞
はじめに
第１章　　私たちと地球
１、あなたは地球の大切な宝物
２、みんな幸せを願っている
３、幸せな社会はみんなでつくりあげていくもの
４、人の違いと差別について
５、だれもが幸せで豊かな社会を実現する経済
６、一人一人の個性と共通理解の大切さ
７、個人の本当の幸福は地域や地球全体の幸福とつながっている

第２章　　人間の権利と義務
１、地球市民としての基本的人権について
２、世界人権宣言について
３、自由と平等について
４、思想・信仰の自由について
５、生存する権利、最低限度の保証について
６、社会が権利を侵害している場合について
第３章　　戦争の悲惨さと平和の大切さ
１、なぜ戦争は起きるのか
２、戦争の悲惨さを学ぶ
３、平和の大切さを知る
４、平和を築くためにできること
５、平和を目指す団体
６、今後の武器や兵器の在り方
７、今後の武器や兵器の在り方２
８、今後の武器や兵器の在り方３
９、戦争、武器や兵器の恐ろしさ
１０、平和な世の中になった時に気を付けなければいけないこと
１１、二度と大量虐殺による犠牲者を出さないために

第４章　　平和や幸福を願い行動した人々から学ぶ
はじめに
１、ヘンリー・デイヴィッド・ソロー
２、ノーベル
３、マハトマ・ガンディー
４、マザー・テレサ
５、エイブラハム・リンカーン
６、ジョン・レノン
７、ビル・ゲイツ＆メリンダ・ゲイツ
８、イエス・キリスト／ブッダ／ムハンマド
９、安藤百福（あんどう　ももふく）
１０、ホセ・ムヒカ
１１、この章のおわりに

第５章　　幸福学・心理学・哲学について学ぶ
はじめに
１、人の目的・生まれた意味・人類の願いについて
２、人生を豊かにする心理学者や哲学者たちとその教え
＜哲学者：ジェレミー・ベンサム＞
＜個人心理学の提唱者：アルフレッド・アドラー（Alfred Adler）＞
＜ポジティブ心理学：マーティン・セリグマン＞
＜アランの幸福論＞
３、幸福な生活を送るための研究書籍紹介
４、世界の幸福度ランキングはどのように決まるか
５、国の豊かさを示す指標
６、人生を豊かにする考え方

第６章　学ぶということ・技術を身につけるということ
この章について
１、学ぶということ・本学と末学について
２、歴史を学ぶ意義と注意点
３、現代の課題について知る意義
４、物理・化学・数学や統計を学ぶ意義
５、芸術、スポーツの価値
６、専門的な学問や技術について

第７章　　宗教の利点と課題
この章の目的
１、世界の宗教の概要
２、宗教を信じる人の意見、信じていない人の意見
３、世界宗教者平和会議（Religions for Peace）
４、宗教を信じるにあたり、気をつけること
５、神様に関わること
６、この章のおわりに

第８章　　　　家族について
　この章の目的
１、家族とは何か
２、家庭内暴力（主に児童虐待）について
３、出産・子育てについて
４、恋愛について
５、結婚について
６、離婚について
７、幸せな家庭生活の効用
８、幸せな家庭生活のために

第９章　　　　地域と国家と地球、それぞれの役割と特徴
１、地球人であり、国民であり、地域住民であること
２、地域の役割と地域人としての義務と権利
３、国家の役割と国民としての義務と権利
４、地球の役割と地球市民としての義務と権利
５、移住によるメリットとデメリット
６、地域化と国際化の大切さ
７、国際連合のはたらき

第１０章　　　労働と経済、持続可能な開発について
　この章の目的
１、何のために働くのか
２、経済の目的
３、一般的な労働基準
４、経営者に学ぶ
５、企業に学ぶ
６、発展と開発の希望と注意点
７、よりよい労働環境を目指して
８、貨幣（通貨）、投資などの役割
９、労働・経済に関して

第１１章　　　　政治について
１、現代の民主政治
２、様々な国に見る政治の在り方
３、地方自治を学ぶ
４、政治と税金の仕組み
５、これからの政治の在り方～よりよい仕組みを作る～

第１２章　　　地球に残された人類共通の課題と克服への筋道
１、人口増加と食料問題
２、戦争・紛争の問題
３、難民・不法移民問題
４、地球温暖化と異常気象
５、地震や津波、噴火などの災害への備え
６、森林伐採と砂漠化
７、経済格差・貧困・児童労働について
８、絶滅危惧種について
９、病気と医療
１０、宇宙規模でみる地球の運命、隕石衝突や太陽膨張のリスク
１１、悪意ある意思への対処
１２、人類が協力する　～課題があるから～

第１３章　　　あなたの生活に関すること
１、犯罪、詐欺、犯罪者集団から身を守る
２、飲酒や喫煙、麻薬や薬物依存から身を守る
３、ギャンブルに人生を狂わされない
４、病気やけが、生活習慣病について考える
５、様々な情報、ＳＮＳの影響から身を守る
６、権力の乱用から身を守る
７、学校や教育の意義と今後のあり方
８、自分の趣味や特技で人生を豊かにする
９、夢や目標を持つことについて
１０、健康に生きるために
１１、食と栄養、命をいただくということについて
１２、死んだ後のこと

第１４章　　　これからの未来について
１、誰とでも会話ができる世界
２、地球市民としての共通認識が広まった世界
３、世界通貨・地球市民登録
４、政治の仕組み
５、未来の都市
６、未来の働き方
７、あなたは地球の子

第１５章　　　あなたが知っておくとよい団体
１、あなたが団体を頼るということ
２、世界・地域発展のために尽力をしている団体紹介（公的機関・企業・NPO・宗教法人など）

第１６章　　　ＷＣＳ作成委員会からのお知らせ
１、ＷＣＳ改善の仕組み
２、あなたへの依頼
３、団体・企業への依頼

おわりに
・地球市民憲章
・地球市民の信条　１０か条
・ＷＣＳ作成員会連絡先
・ＷＣＳ作成委員会　メンバー